# Павлов, Антон Гаврилович
Антон Гаврилович Павлов (1915—1944) — младший лейтенант Рабоче-крестьянской Красной Армии, участник Великой Отечественной войны, Герой Советского Союза (1944).

## Биография
Антон Павлов родился 21 июля 1915 года в деревне Фалисы (ныне — Духовщинский район Смоленской области). После окончания начальной школы работал в колхозе. В 1938—1940 годах служил в Рабоче-крестьянской Красной Армии. Демобилизовавшись, работал в смоленской милиции. В начале Великой Отечественной войны Павлов повторно был призван в армию. С января 1942 года — на фронтах Великой Отечественной войны.
К апрелю 1944 года младший лейтенант Антон Павлов командовал взводом 1372-го стрелкового полка 417-й стрелковой дивизии 51-й армии 4-го Украинского фронта. Отличился во время освобождения Крыма. 9 апреля 1944 года Павлов поднял свой взвод в атаку на высоту 13,5 на территории Джанкойского района, успешно захватив её. В том бою он лично уничтожил несколько вражеских солдат, но и сам погиб. Похоронен в братской могиле на южном берегу Сиваша к северу от села Томашевка (Джанкойский район).
Указом Президиума Верховного Совета СССР от 16 мая 1944 года за «образцовое выполнение заданий командования и проявленные мужество и героизм в боях с немецкими захватчиками» младший лейтенант Антон Павлов посмертно был удостоен высокого звания Героя Советского Союза. Также посмертно был награждён орденом Ленина.